# Thuit-Hébert
 Thuit-Hébert  là một xã thuộc tỉnh Eure trong vùng Normandie miền bắc nước Pháp.